# EASDAQ
Die EASDAQ (englisch; kurz für European Association of Securities Dealers Automated Quotation) war eine Computerbörse mit Sitz in Brüssel. Sie war September 1994 als europäische Antwort auf die amerikanische NASDAQ gegründet worden und sollte vornehmlich europäische Technologiewerte handeln. Dafür gab es sogar Unterstützung von der EU-Kommission. 2001 wurde sie von der NASDAQ übernommen und in NASDAQ Europe umbenannt. Im November 2003 wurde sie wegen Erfolglosigkeit geschlossen.